# The Catholic University of America Press
La Catholic University of America Press, abbreviata come CUA Press, è la casa editrice dell'Università cattolica d'America. Fu fondata il 14 novembre 1939 da Roy De Ferrari e Rev. Mons. James Magner e costituita come entità autonoma 16 luglio 1941.  Da vari decenni è membro della Association of American University Presses.
I suoi prodotti sono libri e riviste accademiche di teologia, filosofia, storia della Chiesa, diritto canonico. Gli uffici editoriali si trovano nel campus dell'Università cattolica d'America a Washington. La distribuzione è a cura della Hopkins Fulfillment Services (negli USA) e della University of Toronto Press (in Canada) e della Eurospan Group (in Europa)

## Pubblicazioni
- Escatologia: Morte e vita eterna di Joseph Ratzinger